# (278447) Saviano
(278447) Saviano est un astéroïde de la ceinture principale.

## Description
(278447) Saviano est un astéroïde de la ceinture principale. Il fut découvert le 2 octobre 2007 à Vallemare Borbona par Vincenzo Silvano Casulli. Il présente une orbite caractérisée par un demi-grand axe de 3,45 UA, une excentricité de 0,04 et une inclinaison de 10,2° par rapport à l'écliptique.

## Compléments